# Darwin Thompson
* solo in precampionato e/o in squadra di allenamento
Darwin Thompson (Tulsa, 12 febbraio 1992) è un giocatore di football americano statunitense che milita nel ruolo di running back nella National Football League (NFL) e che dal 2023 è free agent.

## Carriera

### Kansas City Chiefs
Thompson fu scelto dai Kansas City Chiefs nel corso del sesto giro (214º assoluto) del Draft NFL 2019. Nella sua stagione da rookie disputò 12 partite (nessuna come titolare) correndo 128 yard e segnando un touchdown nella settimana 13 contro gli Oakland Raiders. Nel divisional round dei playoff contro gli Houston Texans, Thompson recuperò un fumble forzato dal compagno Daniel Sorensen sul punt returner DeAndre Carter nella vittoria per 51–31. Il 2 febbraio 2020 scese in campo nel Super Bowl LIV contro i San Francisco 49ers che i Chiefs vinsero per 31-20, conquistando il primo titolo dopo cinquant'anni.

### Tampa Bay Buccaneers
Il 2 settembre 2021 Thompson firmò con la squadra di allenamento dei Tampa Bay Buccaneers. Fu svincolato il 13 gennaio 2022.

### Kansas City Chiefs (2º periodo)
Il 14 gennaio 2022 Thompson firmò con la squadra di allenamento dei  Kansas City Chiefs.

### Seattle Seahawks
Il 16 febbraio 2022 Thompson firmò da riserva/contratto futuro con i  Seattle Seahawks. Il 30 agosto 2022 fu svincolato e contrattualizzato con la squadra di allenamento il giorno successivo. Il 17 gennaio 2023 firmò da riserva/contratto futuro. Fu svincolato il 17 aprile 2023.

### Las Vegas Raiders
Il 12 agosto 2023 Thompson firmò con i Las Vegas Raiders. Fu svincolato il 27 agosto 2023.

## Palmarès
- Super Bowl : 1

Kansas City Chiefs: LIV
- American Football Conference Championship: 2

Kansas City Chiefs: 2019, 2020